# HD DVD

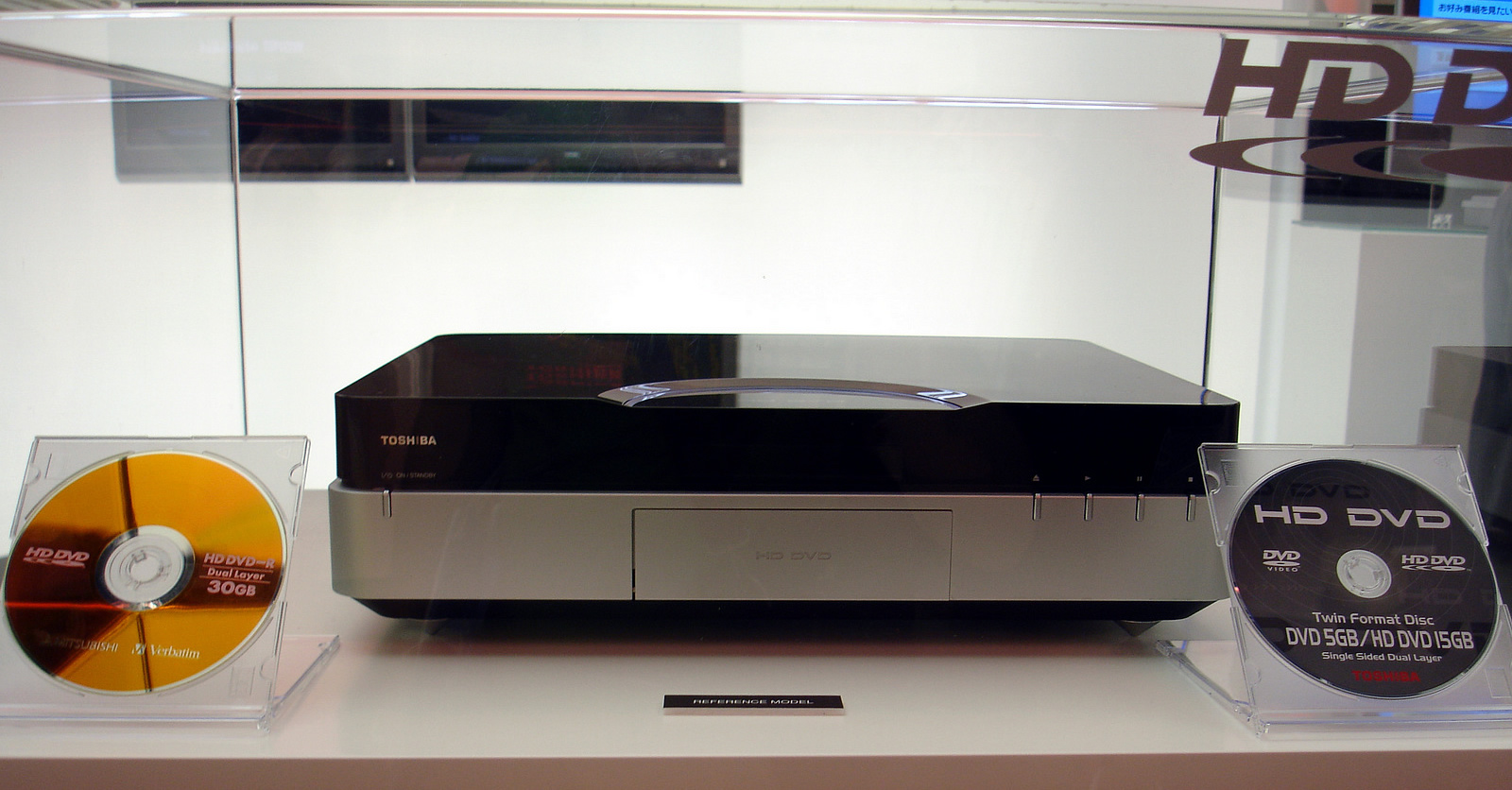
HD-DVD-Player HBS-A-001 von Toshiba, daneben jeweils eine zweischichtige HD DVD und eine Twin HD DVD mit HD-DVD-Schicht und DVD-Schicht

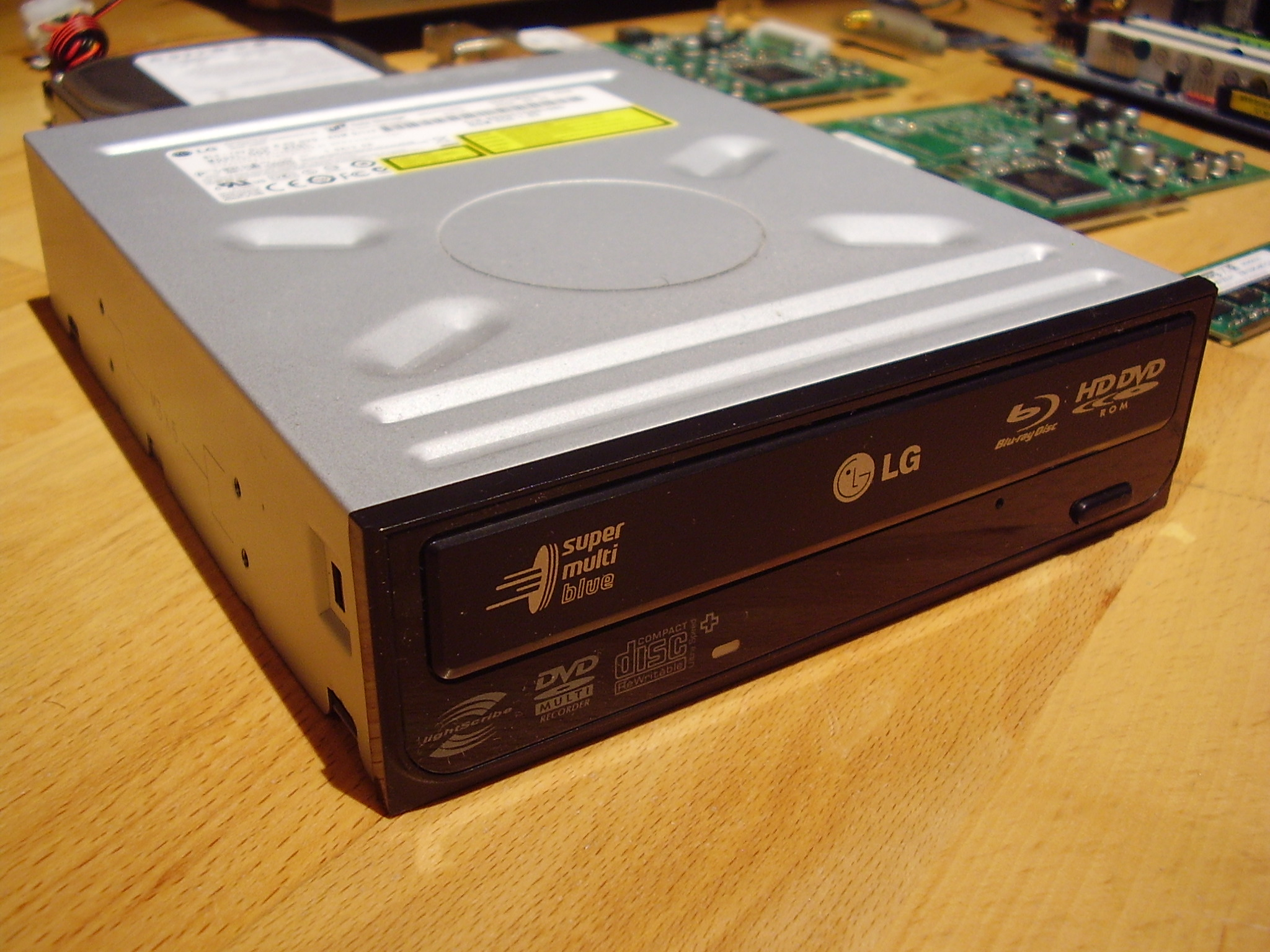
Combo-Laufwerk von LG:
HD DVD – lesen
Blu-ray – lesen
DVD – lesen/schreiben

Die HD DVD (Abkürzung für High Definition Digital Versatile Disc, zuvor: Advanced Optical Disc, kurz: AOD) ist das Format eines optischen Datenspeichers und wurde zwischen 2005 und Februar 2008 neben Blu-ray Disc und VMD als ein Nachfolgeformat der DVD vermarktet.
Die AOD wurde durch das Advanced Optical Disc-Konsortium (AOD) spezifiziert, dem u. a. NEC, Microsoft, Toshiba, Intel, IBM und Hewlett-Packard angehörten. Zwischenzeitlich hatten sich diese Unternehmen zur HD DVD Promotion Group zusammengeschlossen, um die HD DVD bekannter zu machen. Das DVD Forum hat am 19. November 2003 die HD DVD als HD-Nachfolger der DVD nach der HD-DVD-Spezifikationen für Read-Only-Discs bezeichnet.
Am 31. März 2006 kam mit dem HD-XA1 von Toshiba der erste HD-DVD-Player in Japan auf den Markt. Nur kurze Zeit später erschien am 14. August 2006 mit Elephants Dream die allererste HD DVD in Deutschland und Europa, die durch die Imagion AG in Trierweiler (Rheinland-Pfalz) produziert wurde.
Am 19. Februar 2008 erklärte Toshiba, dass man die Entwicklung, Herstellung und Vermarktung der Technologie Ende März 2008 einstellen werde.
Auch andere Unterstützer der HD DVD zogen in den kommenden Wochen und Monaten nach; damit scheiterte der Versuch, die HD DVD als Nachfolger der DVD zu etablieren. Die Blu-ray Disc gewann den Formatkrieg und wurde einziger Nachfolger der DVD.

## Physischer Aufbau
Die HD DVD basiert auf einem blau-violetten Laser mit 405 nm Wellenlänge. Die Dicke der Trägerschicht ist mit 0,6 mm identisch mit der der DVD. Die numerische Apertur (NA) beträgt 0,65 im Vergleich zu 0,6 bei der DVD und 0,85 bei der Blu-ray Disc.
Die HD DVD hat mit einer Schicht ausgestattet eine Speicherkapazität von
- 15 GByte[1] (bei HD DVD-ROMs – gepresste Medien) bzw.
- 15 GByte (bei HD DVD-R/RWs – einmal und wiederbeschreibbare Medien) bzw.
- 20 GByte (bei HD DVD-RAM – wiederbeschreibbare Medien mit wahlfreiem Sektorzugriff)

und bei zwei Schichten eine Speicherkapazität von
- 30 GByte (bei HD DVD-ROMs – gepresste Medien – zwei Schichten)

Zusätzlich wurde am 31. August 2007 eine dreilagige Variante durch das DVD Forum verabschiedet, bei der pro Schicht 17 GB Platz finden und die somit eine Gesamtkapazität von 51 GB hat. Der endgültige Standard für Filme auf HD DVD umfasste zunächst die 15-GByte- und die 30-GByte-Variante, wobei für Filme fast immer die 30-GByte-Variante verwendet wird.
Außerdem haben die Entwickler der HD DVD einen Prototyp entwickelt, der auf Grundlage der Holographic Versatile Disc eine Kapazität von 1 TB (1024 GByte) hat.

## Logischer Aufbau
Beim logischen Aufbau der HD DVD sind zu unterscheiden:
- Dateiformat
- Datenformat
- Kopierschutz

### Dateiformat
Die Formate für die HD DVD teilten sich (wie auch bei CD und DVD) in mehrere Kategorien auf:
- Daten: Es sind Datentracks wie nach ISO 9660/Joliet und UDF möglich.
- Video: Es sind spezielle Dateiformate, Speicherorte und Dateinamen für Videodaten und Audiotracks vorgesehen, ähnlich wie es bei der Video-DVD der Fall ist (siehe Disktypen).
- Kopierschutz: Bestimmte Datenbereiche der HD DVD sind für Daten reserviert, die den Kopierschutz betreffen.

### Datenformat für HD-DVD-Video

#### Videocodecs
- MPEG-2
- H.264/MPEG-4 AVC
- VC-1 (WMV9)

#### Audiocodecs
- MPEG
- Dolby Digital Plus (abwärtskompatible Erweiterung von AC3, weshalb AC3-Playback auch möglich ist)
- Dolby TrueHD (verlustfreier 7.1-Audiocodec, Variante von Meridian Lossless Packing)
- DTS-HD
- LPCM

#### Web-Formate
Für interaktive Inhalte auf HD DVDs wird das HDi Interactive Format genutzt. HDi basiert auf Internettechnologien wie HTML, XML, CSS, SMIL und ECMAScript.

#### Disktypen
Bei der HD DVD Video sind drei Disktypen zu unterscheiden:
- Type 1 (Standard Content – etwa: herkömmlicher Inhalt)

Type 1 ist eine Erweiterung des DVD-Videoformates. Die bekannten Strukturen werden großteils beibehalten. Die Unterschiede zu DVD-Video beschränken sich im Wesentlichen darauf, die Verwaltung der neuen Video- und Audiocodecs zu ermöglichen.
- Type 2 (Advanced Content – etwa: erweiterter Inhalt)

Type 2 wurde definiert, um mehr Flexibilität im Vergleich zur DVD-Video-Navigationsstruktur zu gewährleisten.
Eine der wichtigsten Neuerungen im Advanced Content ist, dass nun nicht mehr alle Daten auf der DVD liegen müssen, sondern Teile (über die Angabe einer URL) aus dem Internet, einem Netzwerk, einer Festplatte o. a. geladen werden können.
Die flexiblere Navigationsstruktur zeigt sich dadurch, dass die Navigation nun nicht mehr über „Program Chains“ und „Navigation Commands“ geregelt wird. Stattdessen befinden sich auf der HD DVD ECMA-Script-Applikationen, welche über eine spezielle API (HDi Advanced Application) u. a. den Player steuern, auf Tastendruck reagieren, Menüs zeichnen oder Untertitel einblenden.
- Type 3 (Standard & Advanced Content – etwa: herkömmlicher & erweiterter Inhalt)

Type 3 ist eine Kombination aus Type 1 und Type 2.

### 3× DVD und Mini HD DVD
Das HD-DVD-Format kann auch auf gegenwärtigen Rot-Laser-DVDs angewendet werden, welche eine kostengünstige Option für Distributoren darstellt. Dieser Scheibentyp wird 3× DVD genannt, weil diese die dreifache Geschwindigkeit und damit Bandbreite einer normalen DVD-Video bereitstellt. Die maximale Abspielzeit dieser DVDs betrug ein Drittel der Abspielzeit herkömmlicher DVDs.
3× DVDs sind physisch mit den normalen DVDs identisch, somit waren die Herstellkosten für das physische Medium geringer. Es werden auch dieselbe Datenstruktur und Kopierschutz der HD DVD auf diesen Scheiben verwendet.
Eine ähnliche Kombination aus normaler DVD mit HD-DVD-Dateistruktur war die Mini HD DVD (auch HD DVD 9 genannt). Diese umfasste nur die Dateistruktur, nicht den Kopierschutz. Dies war eine für Heimanwender vorgesehene Lösung; sie wurde nicht von der HD DVD Promotion Group unterstützt.

## Kopierschutz
Alle HD-DVD-Video- (auch -R und -RW-Formate) benutzen als Kopierschutz das Advanced Access Content System (AACS) aus dem Bereich des Digital Rights Management (DRM). Hierbei gibt es allerdings eine (im AACS verankerte) strengere Trennung von ungeschützten Daten und kopierschutzrelevanten oder geschützten Daten: Während bei der DVD nur der Zugriff auf die CSS-Schlüssel für das Video durch Authentifizierung und Regionalcode geschützt ist, dehnt sich dieser Schutz bei der HD DVD auf alle geschützten Inhalte aus. Auf sämtliche geschützte Inhalte eines HD-DVD-Videos dürfen nur authentifizierte Komponenten zugreifen. Unter einer „authentifizierten Komponente“ ist dabei entweder ein von der AACS LA zertifiziertes alleinstehendes Abspielgerät oder auf einem PC ein zertifiziertes Zusammenspiel von Betriebssystem, Gerätetreiber und Wiedergabeprogramm zu verstehen.
Bei Videodaten auf einer HD DVD, die von einem reinen Abspielgerät wiedergegeben werden können, kommt automatisch das AACS als DRM-System zum Einsatz. Dies gilt auch für die beschreibbaren und wiederbeschreibbaren HD DVD-R Video bzw. HD DVD-RW Video. Diese Rohlinge enthalten zudem individuelle Schlüssel, die vom DRM-System beachtet und in die Verschlüsselung der Inhalte übernommen werden müssen, um eine brauchbare (d. h. funktionstüchtige) Aufzeichnung zu generieren.
Innerhalb des AACS sind verschiedene Möglichkeiten festgelegt, wie die für die Dekodierung der „geschützten“ (verschlüsselten) Inhalte nötigen Schlüssel generiert werden können:
- Es gibt Schlüsselblöcke auf der HD DVD, die vom Laufwerk nach der Authentifizierung gelesen werden können und aus denen sich mit Schlüsseln des Players der für die Entschlüsselung nötige Schlüssel berechnet.
- Der Schlüssel ist nicht selbst auf der HD DVD enthalten, sondern wird über eine URL aus dem Internet geladen. Hierzu ist eine Internetverbindung beim Abspielen erforderlich, und das anfragende Programm muss sich gegenüber der Schlüsselvergabestelle im Internet authentifizieren können.

Der HD-DVD-Standard schreibt zudem auch vor, dass für die Ausgabe des Videos ein Schutz vorhanden sein muss, selbst wenn der Bereich der komprimierten Videodaten verlassen wird. Im Moment dürfte dafür nur HDCP in Frage kommen. Da bei HDCP in Verbindung mit geeigneten Steuersignalen (die die HD DVD im Datenstrom neben den komprimierten Audio- und Videodaten im Gegensatz zur DVD explizit enthalten kann) auch eine Einschränkung der analogen Bildausgabe von „HDTV-Auflösung analog“ über „SDTV-Auflösung analog“ bis hinunter auf „keine analoge Bildausgabe“ möglich ist, verzichten bis jetzt alle Hersteller bei der Präsentation ihrer HD-DVD-Player auf entsprechende analoge Bildausgänge. Die Geräte stellen als Ausgabemöglichkeit nur HDMI zur Verfügung; ein Punkt ist dabei auch, dass es für hochauflösende Videosignale – anders als für niedrig aufgelöste – keinen analogen Kopierschutz (in der Art von Macrovision) gibt. Da es insbesondere in den Schlüsselmärkten USA und Japan anteilmäßig nur wenige Bildschirmgeräte gibt, die mit HDCP-verschlüsselten Bildsignalen zurechtkommen, kann diese Einschränkung für die derzeitige Fassung des Standards zu einem ernstzunehmenden Problem werden; allerdings wäre es innerhalb des AACS auch möglich, Disks zu mastern, die zwar keine digitale Kopie erlauben, aber analoge Bildausgabe in HDTV-Qualität zulassen.
In Europa versuchen die Hersteller von Bildschirmgeräten, mit dem Label „HD ready“ den Kunden Bedenken hinsichtlich des „Kopierschutzes am Bildschirm“ zu nehmen. Allerdings gibt dieses Label keine Garantie dafür, dass die Wiedergabe von HDTV-Quellen tatsächlich problemlos funktioniert.
China wird ein anderes eigenständiges HD-DVD-Format erhalten. In erster Linie wird so der Vertrieb illegaler Kopien aus China in der ganzen Welt eingedämmt. Des Weiteren, so heißt es, soll die eingesetzte Technik kostengünstiger sein, um sich auch der niedrigen Kaufkraftparität des Landes anzupassen. Die Spezifikation des Formates sollte Ende 2006 fertig sein, um mit der Produktion beginnen zu können. Bereits bei der DVD-Technologie gab es für den chinesischen Raum ein eigenes Format – die EVD.
Der Kopierschutz AACS ist nach Angaben des Hackers Muslix64 geknackt worden. Dabei handelt es sich um ein Java-Programm mit dem Namen „BackupHDDVD“, mit dessen Hilfe sich die Daten von HD DVD in Originalauflösung auslesen und auf die Festplatte speichern ließen. Der Hack basiere auf einem Fehler einer japanischen Version des Programmes WinDVD 8 von InterVideo, welches den Title Key entschlüsselt auf Festplatte abspeichere; wie genau dieser Schlüssel gespeichert wird, wollte der Programmierer nicht offenlegen, konnte jedoch inzwischen nachvollzogen werden. Das Programm benötige zwar bisher noch die zuvor ermittelten Schlüssel der DVDs, ab der nächsten Version soll es diese aber ermitteln können. Der Hack wurde aber bisher nur durch ein Video mit dem Titel „AACS is unbreakable“ dokumentiert, welches u. a. bei YouTube veröffentlicht, nach Aufforderung von Warner Bros. aber wieder entfernt wurde. Nach eigenen Angaben benötigte der Hacker nur acht Tage, um den AACS-Schutz zu brechen.
Anfang Februar 2007 hatte Muslix64 dann angeblich ein Programm entwickelt, welches bei Eingabe der Volume ID das Medium problemlos in bester Qualität kopieren lässt. Ein Programm, welches die Volume ID automatisch liest, sollte in Kürze folgen.
Anfang März 2007 wurde auch ein sogenannter Processing Key extrahiert und veröffentlicht, der zum Dekodieren aller bis dato auf HD-DVD-Medien erschienenen Filme herangezogen werden kann. In den USA initiierte das AACS-Konsortium daraufhin DMCA-Takedowns gegen mehrere Blogger sowie die Suchmaschine Google, welche deren Seiten indiziert hatte. Google hat bis heute (Stand: 2. Mai 2007) nicht auf diese Forderung reagiert. →Siehe auch Streisand-Effekt
Ferner existieren auch die Möglichkeiten, mit einer umgebauten Xbox oder dem PC-Programm AnyDVD (in einigen Staaten illegal) den AACS-Kopierschutz auf HD-DVD-Medien auszuhebeln. Ab Version 6.1.9.3 (einige Titel) / 6.2.0.1 (alle Titel) kann AnyDVD auch mit MKBv4 umgehen. Damit fiel auch der bislang letzte HD-Kopierschutz und kann – wie bereits der Kopierschutz der DVD namens Content Scramble System – umgangen werden.

## Hardware
Auf der Consumer Electronics Show (CES) Anfang 2004 in Las Vegas stellte Toshiba den Prototyp eines HD-DVD-Recorders mit einer Speicherkapazität von 30 GByte vor. Diesem folgte im Mai 2005 auf der Media-Tech Expo in Las Vegas die Vorstellung einer dreilagigen HD DVD-ROM mit 45 GByte Speicherkapazität.
NEC wollte ab Dezember 2005 das erste HD-DVD-Laufwerk für PCs unter dem Namen HR-1100A auf den Markt bringen. Der HR 1100A soll dabei vollständig abwärtskompatibel sein und damit alle CD- und DVD-Varianten inklusive DVD-RAM lesen können. Recorder für den PC sollten dann 2006 folgen. Dies hat sich aber aufgrund von Verzögerungen bei der Verabschiedung des Kopierschutzstandards AACS nicht realisieren lassen, von dem es bis Januar 2006 nur eine vorläufige Version gab.
Auf der CES Anfang 2006 wurden die ersten serienreifen Standalone-Player vorgestellt und für März 2006 angekündigt. Allerdings wurden nur sehr wenige Geräte überhaupt vorgeführt und zudem nur mit vorläufigen Medien, die vermutlich nicht den später im Handel erhältlichen entsprechen. Die Geräte verfügen über HDMI-Ausgänge für die Bildausgabe und einen Ethernet-Anschluss für den Internetzugang.
Die Anforderungen an die Rechenleistung und den Kopierschutz ließen bei Markteinführung die Bedingungen für die Ausgabe von HD-DVD-Video über den PC ähnlich problematisch erscheinen wie Ende der 1990er Jahre die Ausgabe von DVD-Video über den PC: So reichte die Rechenleistung der seinerzeit lieferbaren Hardware nur knapp für eine Ausgabe in Echtzeit; ebenso stellte der Kopierschutz ein Problem für den Bildausgang dar.
Die ersten HD-DVDs waren zweilagige 30-GByte-Scheiben, deren Inhalt mittels des VC-1-Verfahrens kodiert sind.
Am 31. März 2006 sind in Japan und am 18. April in den USA von Toshiba zwei HD-DVD-Player veröffentlicht worden: der Toshiba HD-A1 HD-DVD-Player für 500 Dollar und der Toshiba HD-XA1 HD-DVD-Player für 800 US-Dollar. Später kam mit Toshiba HD-A2 und Toshiba HD-XA2 eine zweite Generation auf den Markt. In Europa erfolgte die Markteinführung mit dem Toshiba HD-E1, einem Gerät der zweiten Generation, am 18. Dezember 2006. Außerdem war als Ergänzung zur Spielekonsole Xbox 360 seit November 2006 ein externes HD-DVD-Laufwerk von Microsoft für ca. 170 Euro erhältlich. Der Stromverbrauch im Abspielbetrieb ist bei diesem Gerät aber drei- bis viermal so hoch wie bei einem Standalone-HD-DVD-Player. Das Laufwerk konnte mittels USB-Kabel auch an einem normalen PC mit Windows XP benutzt werden; dies wurde von Microsoft jedoch offiziell nicht unterstützt.

## Einstellung der Entwicklung
Am 4. Januar 2008 gab Time Warner bekannt, dass seine Studios Warner Bros. und New Line Cinema zukünftig keine weiteren Filme für die HD DVD veröffentlichen werden, sondern ausschließlich auf die Blu-ray Disc setzen. Dies wurde von einigen Medien als Entscheidung des Formatkrieges bezeichnet. In den nächsten Tagen folgten weitere Anbieter, so am 10. Januar der große europäische Filmverleih Constantin Film, am 12. Januar der US-Pornoanbieter Digital Playground und die deutsche Senator Film. Die US-Anbieter Universal Studios und Paramount Pictures dementierten hingegen Gerüchte, ihre Verträge mit HD DVD aufzugeben, sie galten als die letzten verbliebenen großen Anbieter. Nachdem Toshiba, von denen ein Großteil der HD-DVD-Player stammt, am 15. Januar die Preise der Geräte in den USA teilweise drastisch reduziert hatte, sprachen einige Medien von einem „Ausverkauf“. Auf der anderen Seite nahm der Druck auf die HD DVD weiter zu: Anfang 2008 nahmen Märkte der Media-Saturn-Holding beim Kauf eines Blu-ray-Abspielgerätes den HD-DVD-Player in Zahlung. Weitere Rückschläge musste das Format im Februar 2008 hinnehmen. Die US-Elektronikkette Best Buy teilte am 12. Februar 2008 mit, sich zukünftig nur noch auf das Blu-ray-Format zu konzentrieren. Einen Tag zuvor kündigte schon der größte US-Online-Videoverleih Netflix an, dass er bis zum Jahresende die HD DVD aus dem Sortiment nehmen wird. Am 15. Februar 2008 kündigte zudem Walmart, größter Einzelhändler der USA, an, HD-DVD-Bestände auszuverkaufen und somit in Zukunft nur noch auf Blu-ray zu setzen. Dies betraf sowohl Hardware als auch Filme.
Am 19. Februar 2008 gab Toshiba eine Pressemitteilung heraus, in der bekannt gegeben wurde, dass die Entwicklung, Herstellung und Vertrieb der HD DVD sowie entsprechender Geräte nicht weiter vorangetrieben wird und somit Ende März 2008 endgültig eingestellt wird. Daraufhin gaben die Universal Studios noch am selben Tag bekannt, von der HD DVD auf das Blu-ray-Disc-Format zu wechseln.
Nach dieser Entscheidung im Formatkrieg um die DVD-Nachfolge hat am 25. Februar 2008 schließlich auch Microsoft bekanntgegeben, die Produktion von externen HD-DVD-Laufwerken für die Spielkonsole Xbox 360 einzustellen.
Eine Folge des Produktionsstopps war, dass viele Händler ihre Lager räumten und das externe Laufwerk der Xbox 360 stark reduziert im Angebot hatten. So verlangte zum Beispiel der Online-Händler amazon.de für das Laufwerk Anfang Mai 2008 kurzzeitig nur noch zehn Euro.

## Ähnliche Formate
- Enhanced Versatile Disc (EVD) – Chinesische DVD-Alternative
- Finalized Versatile Disc (FVD) – Taiwanische DVD-Alternative